# Mumbai Indians
Mumbai Indians é um clube de cricket da Índia. Sua sede fica na cidade de Bombaim. A equipe disputa a Indian Premier League. Seu estádio é o Wankhede Stadium e tem capacidade para 45.000 espectadores.